# Mendorferbuch
Mendorferbuch ist ein Gemeindeteil und eine Gemarkung der Gemeinde Hohenburg im Landkreis Amberg-Sulzbach.

## Geographie
Das Dorf Mendorferbuch liegt eingebettet in die Hügellandschaft der Jurahöhen östlich von Hohenburg.

## Geschichte
1142 wird ein Wolfram de Puch als Ministeriale der Grafen von Hohenburg genannt. Mendorferbuch war Sitz eines inzwischen abgegangenen Hofmarksschlosses, Schloss Mendorferbuch.  Die 1818 mit dem Gemeindeedikt im Königreich Bayern gebildete Landgemeinde Mendorferbuch mit den Orten Mendorferbuch, Friebertsheim, Köstl, Köstlöd und Lohe gehörte zum Landgericht Amberg. Im Zuge der Gebietsreform in Bayern wurde Mendorferbuch am 1. Januar 1972 in die Gemeinde Hohenburg eingemeindet.

## Sehenswürdigkeiten
Die moderne Bruder-Konrad-Kirche wurde erst 1964 eingeweiht.